# Dawn of Sullen Oratory
Dawn of Sullen Oratory – album promocyjny polskiej grupy heavymetalowej Corruption, wydany został w 1993 roku.

## Lista utworów
1. "The Sadness" - 05:15
2. "Mystic Whores Fly" - 07:27
3. "Scarlet-Souled" - 06:54
4. "Receive My Sacrifice" - 04:31
5. "Eve In The Shroud" - 05:37
6. "A Heart Of Ashes" - 04:48